# 定数係数
数学の分野において定数係数（ていすうけいすう、英: constant coefficients）という語は、微分作用素や差分作用素に対して、それらが定数函数の他に独立変数を持つ函数を含まないことを示すために用いられる。言い換えると、変数係数（variable coefficients）を持つようなより広い作用素のクラスから、そのような特定の作用素を区別するために用いられる。そのような定数係数の作用素は、いくつかの観点から、最も扱いやすいものとして知られている。それらの例として、ポテンシャル論のラプラシアンや、数理物理学に現れる他の多くの作用素が挙げられる。
常微分方程式の場合、
D = d/dx
という記法を利用することで、一般の定数係数の微分作用素
L = p(D)
が定められる。ここで p は複素数を係数とする任意の多項式である。与えられた函数 g(x) に対する方程式
Lf = g
の解は、レオンハルト・オイラーによって 18 世紀にはすでに得られていた。
偏微分方程式に対して、定数係数の作用素は幾何的に平行移動不変性によって特徴づけられ、代数的には偏微分の多項式として特徴づけられる。マルグランジュ・エーレンプライスの定理 の定理によれば、それらはすべて基本解を持つことが知られている。